# Suture lacrymo-maxillaire
La suture lacrymo-maxillaire (ou suture maxillo-unguéale) est la suture crânienne qui relie les bords antérieur et inférieur de l'os lacrymal au bord postérieur du processus frontal du maxillaire et à la concha lacrymalis du maxillaire.